# Воздвиженка (Асекеєвський район)
Воздви́женка (рос. Воздвиженка) — село у складі Асекеєвського району Оренбурзької області, Росія.

## Населення
Населення — 469 осіб (2010; 586 у 2002).
Національний склад (станом на 2002 рік):
- росіяни — 73 %